# توني هورتون
توني هورتون (بالإنجليزية: Tony Horton) هو لاعب كرة قاعدة أمريكي، ولد في 6 ديسمبر 1944 في سانتا مونيكا في الولايات المتحدة.

## وصلات خارجية
- توني هورتون على موقعبيزبول رفرنس.كوم (الدوري الرئيسي) (الإنجليزية)
- توني هورتون على موقعبيزبول رفرنس.كوم (الدوري الثانوي) (الإنجليزية)